# French Open 1988
Wielkoszlemowy turniej tenisowy French Open w 1988 rozegrano w dniach 23 maja – 5 czerwca, na kortach im. Rolanda Garrosa.

## Zwycięzcy

### Gra pojedyncza mężczyzn
Mats Wilander –  Henri Leconte 7–5, 6–2, 6–1

### Gra pojedyncza kobiet
Steffi Graf –  Natalla Zwierawa 6–0, 6–0

### Gra podwójna mężczyzn
Andrés Gómez /  Emilio Sánchez Vicario –  John Fitzgerald /  Anders Järryd 6–3, 6–7, 6–4, 6–3

### Gra podwójna kobiet
Martina Navrátilová /  Pam Shriver –  Claudia Kohde-Kilsch /  Helena Suková 6–2, 7–5

### Gra mieszana
Lori McNeil /  Jorge Lozano –  Brenda Schultz-McCarthy /  Michiel Schapers 7–5, 6–2

### Rozgrywki juniorskie
- chłopcy:

 Nicolás Pereira –  Magnus Larsson 7–6, 6–3
- dziewczęta:

 Julie Halard –  Andrea Farley 6–2, 4–6, 7–5